# Torneo de Delray Beach 2017
El Delray Beach International Tennis Championships 2017 fue un torneo de tenis que pertenece a la ATP en la categoría de ATP World Tour 250 que se disputó en Delray Beach (Estados Unidos) entre el 20 y 26 de febrero de 2017.

## Distribución de puntos
| Modalidad            | Campeón | Finalista | Semifinales | Cuartos de final | 2ª ronda | 1ª ronda | Clasificados | 2ª ronda de clasificación | 1ª ronda de clasificación |
| Individual masculino | 250     | 165       | 100         | 50               | 25       | 0        | 13           | 7                         | 0                         |
| Dobles masculino     | 250     | 150       | 90          | 45               | 20       | 0        | -            | -                         | -                         |

## Cabezas de serie

### Individuales masculino
| Tenista               | Ranking | Preclasificado |
| Miloš Raonić          | 4       | 1              |
| Ivo Karlović          | 20      | 2              |
| Jack Sock             | 21      | 3              |
| Sam Querrey           | 29      | 4              |
| Steve Johnson         | 30      | 5              |
| Bernard Tomic         | 32      | 6              |
| Juan Martín del Potro | 36      | 7              |
| Daniel Evans          | 44      | 8              |

- Ranking del 13 de febrero de 2017

### Dobles masculino
| Tenista                      | Ranking | Preclasificado |
| Bob Bryan Mike Bryan         | 6       | 1              |
| Raven Klaasen Rajeev Ram     | 27      | 2              |
| Treat Huey Max Mirnyi        | 45      | 3              |
| Oliver Marach Fabrice Martin | 69      | 4              |

- Ranking del 13 de febrero de 2017

## Campeones

### Individual masculino
Jack Sock venció a  Milos Raonic por w/o

### Dobles masculino
Raven Klaasen /  Rajeev Ram vencieron a  Treat Huey /  Max Mirnyi por 7-5, 7-5